# Rúpite
Rúpite (búlgaro: Ру̀пите) es el nombre de una pequeña población en Bulgaria perteneciente al municipio de Pétrich de la provincia de Blagóevgrad. Se ubica a unos 10 km de Pétrich, al pie de la ladera oriental del cráter de un volcán extinto, Kozhuh (281 m s. n. m.). En 1962, se creó un área natural protegida en los entornos de la localidad, conocida por el mismo nombre de Rupite.
La población, de 1124 habitantes, es conocida por ser el lugar donde vivió y murió la clarividente Baba Vanga. El área protegida de Rupite es famosa por sus aguas termales.